# It Feels so Good
It Feels so Good (englisch für „Es fühlt sich so gut an“) ist ein Lied der britischen Sängerin Sonique. Es erschien im November 1998 und avancierte zum Nummer-eins-Hit und Millionenseller in Europa.

## Entstehung und Veröffentlichung
Das Lied wurde von der Interpretin selbst, zusammen mit Simon Belofsky, Linus Burdick und Graeme Pleeth, geschrieben. Mit Ausnahme von Burdick zeichneten alle Autoren auch für die Produktion verantwortlich. Bei der Produktion erhielten sie zusätzlich Unterstützung durch Chris Allen, Levent Canseven und Guido Craveiro.
Die Erstveröffentlichung von It Feels so Good erfolgte als CD-Single am 9. November 1998 bei Serious Records. Am 15. Februar 2000 erschien das Lied als Teil von Soniques Debütalbum Hear My Cry (Katalognummer: 157 536-2). Im Jahr 2000 wurde die Single neu aufgelegt, so erschien unter anderem am 23. Juni 2000 eine CD-Maxi-Single in Deutschland. Diese beinhaltete fünf Remixversionen als B-Seite (Katalognummer: 158 111-2).

## Inhalt
Sonique sagte über den Song: „It’s about this guy whom I really liked years ago, but who didn’t return my feelings. For he was very successful and I wasn’t - at that time. And he thought that I was in love with his success. This song is just a way of declaring that it was him I liked.“ (englisch: „Es ist über diesen Kerl, den ich vor Jahren wirklich richtig mochte, aber meine Gefühle wurden nicht erwidert. Denn er war sehr erfolgreich, und ich war nicht erfolgreich – zu dieser Zeit. Und er dachte, dass ich in seinen Erfolg verliebt war. Dieses Lied ist nur ein Weg, zu erklären, dass ich ihn persönlich mochte.“)

## Musikvideo
Es existieren zwei offizielle Musikvideos zu It Feels so Good. Das erste erschien im Jahr 1998, das zweite wurde unter der Regie von Tim Story gedreht und im Februar 2000 veröffentlicht.

## Kommerzieller Erfolg

### Chartplatzierungen
It Feels so Good avancierte zum Nummer-eins-Hit in Norwegen und dem Vereinigten Königreich.
| ChartsChartplatzierungen       | Höchstplatzierung | Wochen |
| ------------------------------ | ----------------- | ------ |
| Deutschland (GfK)              | 2 (18 Wo.)        | 18     |
| Österreich (Ö3)                | 2 (16 Wo.)        | 16     |
| Schweiz (IFPI)                 | 2 (28 Wo.)        | 28     |
| Vereinigte Staaten (Billboard) | 8 (24 Wo.)        | 24     |
| Vereinigtes Königreich (OCC)   | 1 (20 Wo.)        | 20     |

| ChartsJahrescharts (2000)      | Platzierung |
| ------------------------------ | ----------- |
| Deutschland (GfK)              | 22          |
| Österreich (Ö3)                | 25          |
| Schweiz (IFPI)                 | 12          |
| Vereinigte Staaten (Billboard) | 34          |

### Auszeichnungen für Musikverkäufe
| Land/Region                  | Auszeichnungen für Musikverkäufe (Land/Region, Auszeichnung, Verkäufe) | Verkäufe  |
| ---------------------------- | ---------------------------------------------------------------------- | --------- |
| Australien (ARIA)            | Gold                                                                   | 35.000    |
| Belgien (BRMA)               | Gold                                                                   | 25.000    |
| Deutschland (BVMI)           | Gold                                                                   | 250.000   |
| Frankreich (SNEP)            | Silber                                                                 | 125.000   |
| Norwegen (IFPI)              | Platin                                                                 | 20.000    |
| Schweden (IFPI)              | Platin                                                                 | 30.000    |
| Schweiz (IFPI)               | Gold                                                                   | 25.000    |
| Vereinigtes Königreich (BPI) | Platin                                                                 | 600.000   |
| Insgesamt                    | 1× Silber · 4× Gold · 3× Platin ·                                      | 1.110.000 |